# Leichte Straße
Leichte Straße (Originaltitel: Easy Street) ist eine 1917 uraufgeführte Stummfilm-Komödie von und mit Charlie Chaplin. Der Kurzfilm – eine „komische Parodie der viktorianischen Besserungs-Melodramen“ – gilt als eines der frühen Meisterwerke des Künstlers.

## Handlung
Auf der Suche nach einem warmen Platz besucht der Tramp eine christliche Sozialmission. Weniger durch das gute Zureden des Pfarrers als durch die Reize der jungen Missionsschwester veranlasst, gibt sich der Tramp einen Ruck und beschließt, ein neues Leben anzufangen. Von Reue durchdrungen gibt er dem Pfarrer sogar den zuvor entwendeten Spendenkasten zurück.
Unterdessen regiert in der Easy Street, mitten in einem heruntergekommenen Arbeiterviertel, die Gewalt. Wüste Schlägereien sind an der Tagesordnung, die Polizei hat die Kontrolle verloren. Stattdessen terrorisiert ein hünenhafter Rowdy die Straße.
Weil immer mehr Beamte nach einem Einsatz in der Easy Street dienstuntauglich sind, werden neue Polizisten gesucht – die Chance für den geläuterten Tramp. Er wird eingestellt. Der auf seine Uniform sichtlich stolze Ordnungshüter geht arglos in der Easy Street auf Streife und trifft auf den tyrannischen Muskelprotz. Zunächst versucht er eine Konfrontation tunlichst zu vermeiden, doch schließlich gelingt es Charlie in einer berühmten Szene, in der er seinem Gegner eine verbogene Straßenlaterne über den Kopf stülpt und „fachmännisch wie ein Anästhesist“ das Gas aufdreht, den Sieg in diesem ungleichen Duell davonzutragen. Sogleich übernimmt Charlie von seinem Gegner die Rolle des unumschränkten Herrschers der Straße: Als wären sie Marionetten, dirigiert er mit Blicken und sparsamer Gestik die Bewegungen der Straßenbewohner, die sich nur hinter seinem Rücken aus ihren Behausungen wagen.
Zwar dauert es nicht lange, bis der Rowdy aus seinem Delirium erwacht, aus dem Polizeigewahrsam entflieht und erneut Unruhe stiftet. Doch nach einer mehrere Minuten langen Folge von tempogeladenen Raufereien und atemberaubenden Täuschungsmanövern wird die Easy Street von dem durch eine versehentliche Kokain-Injektion aufgeputschten Charlie und der in Liebe entflammten Edna endgültig befriedet. Das Schlussbild zeigt den reuigen Raufbold, der ergeben den Hut lüpfend zusammen mit seiner Frau dem sonntäglichen Gottesdienst in der Missionsstation zustrebt.

## Produktion
Easy Street ist der neunte von insgesamt zwölf Filmen, die Chaplin in den Jahren 1916/17 für die Produktionsfirma Mutual drehte. Mehrere Pannen verzögerten die Produktion, sodass die für den 22. Januar 1917 geplante Premiere um zwei Wochen verschoben werden musste. Unter anderem verletzte sich Chaplin an der Nase, als sich die für die Schlüsselszene präparierte Straßenlaterne unerwartet von selbst umbog.

## Bemerkungen
Seine besondere Atmosphäre erhält das Werk durch die Hauptkulisse, eine  T-förmige Straßenkreuzung. Mietskasernen begrenzen die Szenerie links, rechts und im Hintergrund. Bei der Ausgestaltung dürfte Chaplin durch die Erinnerungen an seine Kindheit in den Londoner Slums inspiriert worden sein. Easy Street ist zudem einer der wenigen Stummfilme Chaplins, in denen er in der weit überwiegenden Spielzeit nicht in seinem berühmten Trampkostüm mit Melone, Spazierstock und zu großen Schuhen zu sehen ist.

## Kritiken
„Wir erleben Chaplin in diesem Film auf dem Höhepunkt seiner Slapstick-Kunst, und zwar als Komiker und als Regisseur. […] Die Taten der Charlie-Figur sind nicht mehr nur pures Spiel mit der Tücke des Objekts, sondern haben jetzt zusätzlich einen paradigmatischen Charakter, sind auf einen gesellschaftlichen Zusammenhang bezogen.“